# Europese auto in 2001
Dit artikel geeft een overzicht van alle Europese personenwagens die in 2001 op de markt kwamen. De auto's staan alfabetisch gerangschikt per merk.

## West-Europa
| Alfa Romeo |                  | concern:          | FIAT Italië |
| Alfa Romeo | divisie:         |                   |             |
| Alfa Romeo | merk:            | Alfa Romeo Italië |             |
| Alfa Romeo | model:           | 147               |             |
| Alfa Romeo | einde productie: | 2010              |             |
| Alfa Romeo | productieaantal: | ?                 |             |

| Aston Martin |                  | concern:                         | Ford Motor Company Verenigde Staten |
| Aston Martin | divisie:         |                                  |                                     |
| Aston Martin | merk:            | Aston Martin Verenigd Koninkrijk |                                     |
| Aston Martin | model:           | Vanquish coupe                   |                                     |
| Aston Martin | einde productie: | 2007                             |                                     |
| Aston Martin | productieaantal: | ?                                |                                     |

| Audi |                  | concern:              | Volkswagen AG Duitsland |
| Audi | divisie:         |                       |                         |
| Audi | merk:            | Audi Duitsland        |                         |
| Audi | model:           | A4 Avant stationwagen |                         |
| Audi | einde productie: | 2004                  |                         |
| Audi | productieaantal: | ?                     |                         |

| B Engineering |                  | concern:                                  | onafhankelijk |
| B Engineering | divisie:         |                                           |               |
| B Engineering | merk:            | B Engineering Italië                      |               |
| B Engineering | model:           | Edonis (gebaseerd op de Bugatti EB110 SS) |               |
| B Engineering | einde productie: | 2001, 2018                                |               |
| B Engineering | productieaantal: | 2 in 2001 en een prototype in 2018        |               |

| BMW |                  | concern:                        | onafhankelijk |
| BMW | divisie:         |                                 |               |
| BMW | merk:            | BMW Duitsland                   |               |
| BMW | model:           | 3-serie (E46) -/compact/Touring |               |
| BMW | einde productie: | 2004/2005                       |               |
| BMW | productieaantal: | ?                               |               |

| BMW |                  | concern:      | onafhankelijk |
| BMW | divisie:         |               |               |
| BMW | merk:            | BMW Duitsland |               |
| BMW | model:           | 7-serie (E65) |               |
| BMW | einde productie: | 2008          |               |
| BMW | productieaantal: | ?             |               |

| BMW |                  | concern:                                                           | onafhankelijk |
| BMW | divisie:         |                                                                    |               |
| BMW | merk:            | BMW Duitsland                                                      |               |
| BMW | model:           | M3 cabriolet (E46; 3e generatie; sportieve variant van de 3-serie) |               |
| BMW | einde productie: | 2006                                                               |               |
| BMW | productieaantal: | 29.633                                                             |               |

| Bristol |                  | concern:                    | onafhankelijk |
| Bristol | divisie:         |                             |               |
| Bristol | merk:            | Bristol Verenigd Koninkrijk |               |
| Bristol | model:           | Blenheim Speedster          |               |
| Bristol | einde productie: | ?                           |               |
| Bristol | productieaantal: | ?                           |               |

| Citroën |                  | concern:                    | PSA Peugeot Citroën Frankrijk |
| Citroën | divisie:         |                             |                               |
| Citroën | merk:            | Citroën Frankrijk           |                               |
| Citroën | model:           | C5 hatchback / stationwagen |                               |
| Citroën | einde productie: | 2004                        |                               |
| Citroën | productieaantal: | ?                           |                               |

| FIAT |                  | concern:    | onafhankelijk |
| FIAT | divisie:         |             |               |
| FIAT | merk:            | FIAT Italië |               |
| FIAT | model:           | Doblo       |               |
| FIAT | einde productie: | 2010        |               |
| FIAT | productieaantal: | ?           |               |

| FIAT |                  | concern:      | onafhankelijk |
| FIAT | divisie:         |               |               |
| FIAT | merk:            | FIAT Italië   |               |
| FIAT | model:           | Stilo 3p / 5p |               |
| FIAT | einde productie: | 2007          |               |
| FIAT | productieaantal: | ?             |               |

| Ford |                  | concern:                                                               | Ford Motor Company Verenigde Staten |
| Ford | divisie:         | Ford of Europe Duitsland                                               |                                     |
| Ford | merk:            | Ford Verenigde Staten                                                  |                                     |
| Ford | model:           | Mondeo vijfdeurhatchback / sedan / Clipper stationwagen (2e generatie) |                                     |
| Ford | einde productie: | 2007                                                                   |                                     |
| Ford | productieaantal: | ?                                                                      |                                     |

| Ginetta |                  | concern:                    | onafhankelijk |
| Ginetta | divisie:         |                             |               |
| Ginetta | merk:            | Ginetta Verenigd Koninkrijk |               |
| Ginetta | model:           | G20                         |               |
| Ginetta | einde productie: | ?                           |               |
| Ginetta | productieaantal: | ?                           |               |

| Jaguar |                  | concern:                                     | Ford Motor Company Verenigde Staten |
| Jaguar | divisie:         |                                              |                                     |
| Jaguar | merk:            | Jaguar Verenigd Koninkrijk                   |                                     |
| Jaguar | model:           | X-Type sedan                                 |                                     |
| Jaguar | einde productie: | 2009                                         |                                     |
| Jaguar | productieaantal: | 355.227 (inclusief de stationwagen uit 2004) |                                     |

| Lotus |                  | concern:                                                                   | Proton Maleisië |
| Lotus | divisie:         |                                                                            |                 |
| Lotus | merk:            | Lotus Verenigd Koninkrijk                                                  |                 |
| Lotus | model:           | Elise Series 2 / gefacelifte Series 3 (vanaf 2011) roadster (2e generatie) |                 |
| Lotus | einde productie: | 22 december 2021                                                           |                 |
| Lotus | productieaantal: | ca. 23.000                                                                 |                 |

| Mercedes-Benz |                  | concern:                                                                                                   | Daimler-Benz Duitsland |
| Mercedes-Benz | divisie:         | |                        |
| Mercedes-Benz | merk:            | Mercedes-Benz Duitsland                                                                                    |                        |
| Mercedes-Benz | model:           | C-Klasse stationwagen / Sports Coupé (S203 / CL203; varianten van de 2e generatie C-Klasse sedan uit 2000) |                        |
| Mercedes-Benz | einde productie: | juni 2007 (stationwagen), december 2007 (coupé)                                                            |                        |
| Mercedes-Benz | productieaantal: | 373.873 (stationwagen), ca. 320.000 (coupé)                                                                |                        |

| Mercedes-Benz |                  | concern:                                | Daimler-Benz Duitsland |
| Mercedes-Benz | divisie:         |                                         |                        |
| Mercedes-Benz | merk:            | Mercedes-Benz Duitsland                 |                        |
| Mercedes-Benz | model:           | SL-Klasse roadster (R230; 5e generatie) |                        |
| Mercedes-Benz | einde productie: | november 2001                           |                        |
| Mercedes-Benz | productieaantal: | 169.433                                 |                        |

| MG |                  | concern:                                                                                                  | MG Rover Group Verenigd Koninkrijk |
| MG | divisie:         | |                                    |
| MG | merk:            | MG Verenigd Koninkrijk                                                                                    |                                    |
| MG | model:           | ZR drie- en vijfdeurhatchback (1 generatie; sportiever variant van de 3e generatie Rover 200/25 uit 1995) |                                    |
| MG | einde productie: | 2005 |                                    |
| MG | productieaantal: | 82.088 |                                    |

| MG |                  | concern: | MG Rover Group Verenigd Koninkrijk |
| MG | divisie:         | |                                    |
| MG | merk:            | MG Verenigd Koninkrijk                                                                                      |                                    |
| MG | model:           | ZS vijfdeurhatchback / sedan (1e generatie; sportiever varianten van de 2e generatie Rover 400/45 uit 1995) |                                    |
| MG | einde productie: | 2005 |                                    |
| MG | productieaantal: | 27.540 |                                    |

| MG |                  | concern:                                                                                  | MG Rover Group Verenigd Koninkrijk |
| MG | divisie:         |                                                                                           |                                    |
| MG | merk:            | MG Verenigd Koninkrijk                                                                    |                                    |
| MG | model:           | ZT sedan / ZT-T stationwagen (1 generatie; sportiever varianten van de Rover 75 uit 1999) |                                    |
| MG | einde productie: | 2005                                                                                      |                                    |
| MG | productieaantal: | 27.149                                                                                    |                                    |

| Mini |                  | concern:                                                                                               | BMW Duitsland |
| Mini | divisie:         | |               |
| Mini | merk:            | Mini Verenigd Koninkrijk                                                                               |               |
| Mini | model:           | One / sportiever Cooper driedeurhatchback (1e generatie; de nog sportiever Cooper S verscheen in 2002) |               |
| Mini | einde productie: | augustus 2006                                                                                          |               |
| Mini | productieaantal: | ruim 800.000 (inclusief de cabriolet uit 2004)                                                         |               |

| Opel |                  | concern:        | General Motors Verenigde Staten |
| Opel | divisie:         |                 |                                 |
| Opel | merk:            | Opel Duitsland  |                                 |
| Opel | model:           | Astra cabriolet |                                 |
| Opel | einde productie: | 2006            |                                 |
| Opel | productieaantal: | ?               |                                 |

| Opel Vauxhall |                  | concern:                                                          | General Motors Verenigde Staten |
| Opel Vauxhall | divisie:         |                                                                   |                                 |
| Opel Vauxhall | merk:            | Opel Duitsland en Vauxhall Verenigd Koninkrijk                    |                                 |
| Opel Vauxhall | model:           | Combo bestelwagen / Tour mpv (gebaseerd op de 3e generatie Corsa) |                                 |
| Opel Vauxhall | einde productie: | 2011                                                              |                                 |
| Opel Vauxhall | productieaantal: | ruim 3,5 miljoen (Tour verkocht in Europa)                        |                                 |

| Opel |                  | concern:             | General Motors Verenigde Staten |
| Opel | divisie:         |                      |                                 |
| Opel | merk:            | Opel Duitsland       |                                 |
| Opel | model:           | Corsa 3p / 5p / Vita |                                 |
| Opel | einde productie: | 2006                 |                                 |
| Opel | productieaantal: | ?                    |                                 |

| Opel Vauxhall |                  | concern: | General Motors Verenigde Staten |
| Opel Vauxhall | divisie:         | |                                 |
| Opel Vauxhall | merk:            | Opel Duitsland en Vauxhall Verenigd Koninkrijk                                                                                       |                                 |
| Opel Vauxhall | model:           | Speedster (Opel) / VX220 (Vauxhall) coupé-cabriolet-sportwagen (1 generatie; ontwikkeld en gebouwd door Lotus op basis van de Elise) |                                 |
| Opel Vauxhall | einde productie: | 2005 |                                 |
| Opel Vauxhall | productieaantal: | 7207 |                                 |

| Peugeot |                  | concern:                                                                                   | PSA Peugeot Citroën Frankrijk |
| Peugeot | divisie:         |                                                                                            |                               |
| Peugeot | merk:            | Peugeot Frankrijk                                                                          |                               |
| Peugeot | model:           | 307 drie- en vijfdeurhatchback (1 generatie)                                               |                               |
| Peugeot | einde productie: | 2007                                                                                       |                               |
| Peugeot | productieaantal: | ca. 3,6 miljoen (inclusief de stationwagen uit 2002, cabriolet uit 2003 en sedan uit 2004) |                               |

| Porsche |                  | concern:                          | onafhankelijk |
| Porsche | divisie:         |                                   |               |
| Porsche | merk:            | Porsche Duitsland                 |               |
| Porsche | model:           | 996 coupé / cabriolet / S / Targa |               |
| Porsche | einde productie: | 2005                              |               |
| Porsche | productieaantal: | ?                                 |               |

| Porsche |                  | concern:          | onafhankelijk |
| Porsche | divisie:         |                   |               |
| Porsche | merk:            | Porsche Duitsland |               |
| Porsche | model:           | GT2               |               |
| Porsche | einde productie: | 2006              |               |
| Porsche | productieaantal: | ?                 |               |

| Quantum |                  | concern:                    | onafhankelijk |
| Quantum | divisie:         |                             |               |
| Quantum | merk:            | Quantum Verenigd Koninkrijk |               |
| Quantum | model:           | 2+2                         |               |
| Quantum | einde productie: | ?                           |               |
| Quantum | productieaantal: | ?                           |               |

| Quantum |                  | concern:                    | onafhankelijk |
| Quantum | divisie:         |                             |               |
| Quantum | merk:            | Quantum Verenigd Koninkrijk |               |
| Quantum | model:           | H4                          |               |
| Quantum | einde productie: | ?                           |               |
| Quantum | productieaantal: | ?                           |               |

| Quantum |                  | concern:                    | onafhankelijk |
| Quantum | divisie:         |                             |               |
| Quantum | merk:            | Quantum Verenigd Koninkrijk |               |
| Quantum | model:           | Xtreme                      |               |
| Quantum | einde productie: | ?                           |               |
| Quantum | productieaantal: | ?                           |               |

| Reliant |                  | concern:                    | onafhankelijk |
| Reliant | divisie:         |                             |               |
| Reliant | merk:            | Reliant Verenigd Koninkrijk |               |
| Reliant | model:           | Robin                       |               |
| Reliant | einde productie: | 2002                        |               |
| Reliant | productieaantal: | ?                           |               |

| Renault |                  | concern:                            | onafhankelijk |
| Renault | divisie:         |                                     |               |
| Renault | merk:            | Renault Frankrijk                   |               |
| Renault | model:           | Avantime driedeur-mpv (1 generatie) |               |
| Renault | einde productie: | februari 2003                       |               |
| Renault | productieaantal: | 8557                                |               |

| Renault |                  | concern: | onafhankelijk |
| Renault | divisie:         | |               |
| Renault | merk:            | Renault Frankrijk |               |
| Renault | model:           | Laguna vijfdeurhatchback / Estate stationwagen (2e generatie; de stationwagen werd in sommige landen Grandtour genoemd) |               |
| Renault | einde productie: | 2007 (hatchback); 2008 (stationwagen)                                                                                   |               |
| Renault | productieaantal: | ruim 1.108.000 |               |

| Renault Opel Vauxhall |                  | concern: | Renault, Nissan en General Motors |
| Renault Opel Vauxhall | divisie:         | |                                   |
| Renault Opel Vauxhall | merk:            | Renault Frankrijk, Opel Duitsland en Vauxhall Verenigd Koninkrijk                                                                   |                                   |
| Renault Opel Vauxhall | model:           | Trafic bestelwagen (Renault; 2e generatie; de personenvariant verscheen in 2003) Vivaro bestelwagen (Opel / Vauxhall; 1e generatie) |                                   |
| Renault Opel Vauxhall | einde productie: | 2014 |                                   |
| Renault Opel Vauxhall | productieaantal: | ? |                                   |

| Rover |                  | concern:                  | BMW Duitsland |
| Rover | divisie:         |                           |               |
| Rover | merk:            | Rover Verenigd Koninkrijk |               |
| Rover | model:           | 75 Tourer                 |               |
| Rover | einde productie: | 2006                      |               |
| Rover | productieaantal: | ?                         |               |

| Škoda |                  | concern:                                                     | Volkswagen AG Duitsland |
| Škoda | divisie:         |                                                              |                         |
| Škoda | merk:            | Škoda Tsjechië                                               |                         |
| Škoda | model:           | Fabia sedan (variant van de 1e generatie hatchback uit 1999) |                         |
| Škoda | einde productie: | 2007                                                         |                         |
| Škoda | productieaantal: | ?                                                            |                         |

| Škoda |                  | concern:                                                                             | Volkswagen AG Duitsland |
| Škoda | divisie:         |                                                                                      |                         |
| Škoda | merk:            | Škoda Tsjechië                                                                       |                         |
| Škoda | model:           | Superb sedan (1e generatie; gebaseerd op de 5e generatie Volkswagen Passat uit 1996) |                         |
| Škoda | einde productie: | 2008                                                                                 |                         |
| Škoda | productieaantal: | 136.100                                                                              |                         |

| Spyker |                  | concern: | onafhankelijk |
| Spyker | divisie:         | |               |
| Spyker | merk:            | Spyker Nederland |               |
| Spyker | model:           | C8 Laviolette coupé-sportwagen (variant van de 1e generatie C8 Spyder uit 2000; in 2008 verscheen ook de Laviolette LWB met verlengde wielbasis) |               |
| Spyker | einde productie: | 2009 (standaard); 2012 (LWB) |               |
| Spyker | productieaantal: | 58 (standaard) |               |

| Vauxhall |                  | concern:                     | General Motors Verenigde Staten |
| Vauxhall | divisie:         |                              |                                 |
| Vauxhall | merk:            | Vauxhall Verenigd Koninkrijk |                                 |
| Vauxhall | model:           | Astra cabriolet              |                                 |
| Vauxhall | einde productie: | ?                            |                                 |
| Vauxhall | productieaantal: | ?                            |                                 |

| Vauxhall |                  | concern:                     | General Motors Verenigde Staten |
| Vauxhall | divisie:         |                              |                                 |
| Vauxhall | merk:            | Vauxhall Verenigd Koninkrijk |                                 |
| Vauxhall | model:           | Corsa 3p / 5p / van          |                                 |
| Vauxhall | einde productie: | ?                            |                                 |
| Vauxhall | productieaantal: | ?                            |                                 |

| Volkswagen |                  | concern:             | onafhankelijk |
| Volkswagen | divisie:         |                      |               |
| Volkswagen | merk:            | Volkswagen Duitsland |               |
| Volkswagen | model:           | Passat -/Variant     |               |
| Volkswagen | einde productie: | 2005                 |               |
| Volkswagen | productieaantal: | ?                    |               |

| Volvo |                  | concern:     | Ford Motor Company Verenigde Staten |
| Volvo | divisie:         |              |                                     |
| Volvo | merk:            | Volvo Zweden |                                     |
| Volvo | model:           | S60          |                                     |
| Volvo | einde productie: | 2009         |                                     |
| Volvo | productieaantal: | ?            |                                     |

| Yes! |                  | concern:       | onafhankelijk |
| Yes! | divisie:         |                |               |
| Yes! | merk:            | Yes! Duitsland |               |
| Yes! | model:           | Roadster       |               |
| Yes! | einde productie: | ?              |               |
| Yes! | productieaantal: | ?              |               |

## Rusland
| Lada |                  | concern:     | General Motors Verenigde Staten |
| Lada | divisie:         |              |                                 |
| Lada | merk:            | Lada Rusland |                                 |
| Lada | model:           | 112          |                                 |
| Lada | einde productie: | ?            |                                 |
| Lada | productieaantal: | ?            |                                 |